# Campionato nazionale Dante Berretti 2017-2018
Il "Dante Berretti" 2017-2018 è stata la 52ª edizione del campionato nazionale Dante Berretti.
I detentori del trofeo erano l'Inter per la Serie A e il Livorno per la Lega Pro. La stagione 2017-18 si è conclusa con il successo della Feralpisalò nel torneo riservato alle squadre di Serie C: la formazione gardesana ha battuto con il punteggio di 4-2 il Livorno nella finalissima disputata al Centro Sportivo De Cecco di Città Sant'Angelo. Per la Feralpisalò è il primo successo nazionale a livello giovanile.

## Regolamento
Il Campionato Nazionale "Dante Berretti" si articola in due fasi successive: Gironi Eliminatori e Fase Finale. Le squadre iscritte sono
suddivise, con criteri di vicinanza geografica, in sei gironi. Il torneo ha svolgimento con gare di andata e ritorno secondo le norme vigenti.
Per le società in organico di Lega Pro, al termine della prima fase dei gironi eliminatori le prime cinque squadre meglio classificate dei sei gironi, per un totale di trenta squadre, sono ammesse alla Fase Finale.
Alle 57 squadre della Serie C che partecipano al campionato si aggiungono l'Atalanta, l'Inter, il Sassuolo e il Torino per la Serie A.  Nella prima fase le squadre sono suddivise in quattro gironi da 10, in uno da 12 e in uno da 9.

## Fase a gironi

### Girone A

#### Classifica
| Pos. | Squadra       | Pt | G  | V  | N | P  | GF | GS | DR  |
| ---- | ------------- | -- | -- | -- | - | -- | -- | -- | --- |
| 1.   | Sassuolo      | 38 | 18 | 11 | 5 | 2  | 32 | 18 | +14 |
| 2.   | Renate        | 34 | 18 | 10 | 4 | 4  | 37 | 23 | +14 |
| 3.   | Torino        | 33 | 18 | 9  | 6 | 3  | 32 | 17 | +15 |
| 4.   | AlbinoLeffe   | 29 | 18 | 8  | 5 | 5  | 37 | 23 | +14 |
| 5.   | Pro Piacenza  | 25 | 18 | 7  | 4 | 7  | 28 | 32 | -4  |
| 6.   | Piacenza      | 24 | 18 | 6  | 6 | 6  | 27 | 32 | -5  |
| 7.   | Monza         | 22 | 18 | 5  | 7 | 6  | 23 | 23 | 0   |
| 8.   | Alessandria   | 19 | 18 | 5  | 4 | 9  | 25 | 33 | -8  |
| 9.   | Giana Erminio | 11 | 18 | 2  | 5 | 11 | 23 | 43 | -20 |
| 10.  | Cuneo         | 10 | 18 | 2  | 4 | 12 | 28 | 48 | -20 |

Legenda:

      Ammesse alla fase finale Serie A.
      Ammesse alla fase finale Serie C.
Note:

Tre punti a vittoria, uno a pareggio, zero a sconfitta.

#### Tabellone
|               | Alb   | Ale   | Cun   | GiE   | Mon   | Pia   | PrP   | Ren   | Sas   | Tor   |
| ------------- | ----- | ----- | ----- | ----- | ----- | ----- | ----- | ----- | ----- | ----- |
| AlbinoLeffe   | ----- | 3-0   | 2-2   | 3-2   | 1-1   | 0-1   | 4-2   | 2-0   | 0-1   | 0-2   |
| Alessandria   | 2-2   | ----- | 4-2   | 1-1   | 1-2   | 1-3   | 3-1   | 0-1   | 2-1   | 1-1   |
| Cuneo         | 2-6   | 4-4   | ----- | 5-0   | 0-2   | 0-2   | 1-4   | 1-4   | 3-3   | 2-1   |
| Giana Erminio | 0-2   | 0-2   | 3-0   | ----- | 3-2   | 2-4   | 2-2   | 1-2   | 1-5   | 2-2   |
| Monza         | 1-1   | 1-0   | 2-2   | 2-2   | ----- | 1-0   | 4-0   | 1-1   | 0-1   | 0-2   |
| Piacenza      | 1-1   | 1-2   | 2-0   | 2-2   | 3-2   | ----- | 2-3   | 1-2   | 2-2   | 0-5   |
| Pro Piacenza  | 0-3   | 3-0   | 3-2   | 1-0   | 1-1   | 2-2   | ----- | 2-2   | 0-2   | 1-0   |
| Renate        | 3-2   | 3-1   | 2-1   | 2-0   | 1-1   | 6-0   | 3-1   | ----- | 2-3   | 1-1   |
| Sassuolo      | 2-1   | 1-0   | 3-1   | 3-1   | 1-0   | 1-1   | 0-2   | 1-0   | ----- | 1-1   |
| Torino        | 1-4   | 3-1   | 1-0   | 3-1   | 3-0   | 0-0   | 1-0   | 4-2   | 1-1   | ----- |

### Girone B

#### Classifica
| Pos. | Squadra        | Pt | G  | V  | N | P  | GF | GS | DR  |
| ---- | -------------- | -- | -- | -- | - | -- | -- | -- | --- |
| 1.   | Inter          | 38 | 18 | 12 | 2 | 4  | 45 | 25 | +20 |
| 2.   | Feralpisalò    | 34 | 18 | 11 | 1 | 6  | 47 | 36 | +11 |
| 3.   | Atalanta       | 32 | 18 | 9  | 5 | 4  | 50 | 20 | +30 |
| 4.   | Bassano Virtus | 31 | 18 | 9  | 4 | 5  | 32 | 22 | +10 |
| 5.   | Padova         | 31 | 18 | 10 | 1 | 7  | 29 | 21 | +8  |
| 6.   | Vicenza        | 24 | 18 | 7  | 3 | 8  | 32 | 34 | -2  |
| 7.   | Südtirol       | 24 | 18 | 7  | 3 | 8  | 32 | 38 | -6  |
| 8.   | Pordenone      | 22 | 18 | 7  | 1 | 10 | 19 | 34 | -15 |
| 9.   | Mestre         | 12 | 18 | 3  | 3 | 12 | 21 | 48 | -27 |
| 10.  | Triestina      | 10 | 18 | 3  | 1 | 14 | 16 | 45 | -29 |

Legenda:

      Ammesse alla fase finale Serie A.
      Ammesse alla fase finale Serie C.
Note:

Tre punti a vittoria, uno a pareggio, zero a sconfitta.

#### Tabellone
|                | Ata   | Bas   | Fer   | Int   | Mes   | Pad   | Por   | Süd   | Tri   | Vic   |
| -------------- | ----- | ----- | ----- | ----- | ----- | ----- | ----- | ----- | ----- | ----- |
| Atalanta       | ----- | 0-1   | 3-5   | 0-3   | 9-0   | 1-0   | 5-0   | 4-0   | 5-0   | 3-0   |
| Bassano Virtus | 1-1   | ----- | 3-1   | 1-2   | 0-2   | 1-2   | 0-1   | 1-2   | 3-2   | 2-0   |
| Feralpisalò    | 4-2   | 3-3   | ----- | 2-5   | 5-3   | 1-2   | 2-1   | 4-1   | 5-1   | 4-1   |
| Inter          | 2-2   | 1-1   | 3-1   | ----- | 0-1   | 2-0   | 1-0   | 6-2   | 4-2   | 0-2   |
| Mestre         | 0-3   | 1-4   | 2-3   | 1-5   | ----- | 1-0   | 1-2   | 2-2   | 0-0   | 1-1   |
| Padova         | 2-2   | 1-3   | 2-1   | 4-0   | 2-0   | ----- | 1-0   | 2-3   | 1-0   | 5-2   |
| Pordenone      | 0-5   | 0-1   | 0-2   | 0-3   | 2-1   | 1-0   | ----- | 2-1   | 4-1   | 1-3   |
| Südtirol       | 1-1   | 1-1   | 3-0   | 1-3   | 2-1   | 2-1   | 5-1   | ----- | 0-1   | 2-5   |
| Triestina      | 0-3   | 0-3   | 0-2   | 2-3   | 3-2   | 1-3   | 1-3   | 0-2   | ----- | 0-1   |
| Vicenza        | 1-1   | 2-3   | 1-2   | 3-2   | 5-2   | 0-1   | 1-1   | 3-2   | 1-2   | ----- |

### Girone C

#### Classifica
| Pos. | Squadra   | Pt | G  | V  | N | P  | GF | GS | DR  |
| ---- | --------- | -- | -- | -- | - | -- | -- | -- | --- |
| 1.   | Livorno   | 47 | 18 | 15 | 2 | 1  | 56 | 17 | +39 |
| 2.   | Pisa      | 38 | 18 | 11 | 5 | 2  | 45 | 9  | +36 |
| 3.   | Prato     | 37 | 18 | 11 | 4 | 3  | 36 | 19 | +17 |
| 4.   | Pontedera | 30 | 18 | 9  | 3 | 6  | 33 | 29 | +4  |
| 5.   | Lucchese  | 28 | 18 | 8  | 4 | 6  | 21 | 19 | +2  |
| 6.   | Carrarese | 27 | 18 | 8  | 3 | 7  | 31 | 28 | +3  |
| 7.   | Olbia     | 21 | 18 | 7  | 0 | 11 | 18 | 21 | -3  |
| 8.   | Gavorrano | 16 | 18 | 5  | 1 | 12 | 25 | 37 | -12 |
| 9.   | Pistoiese | 14 | 18 | 4  | 2 | 12 | 26 | 40 | -14 |
| 10.  | Arzachena | 0  | 18 | 0  | 0 | 18 | 4  | 77 | -73 |

Legenda:

      Ammesse alla fase finale Serie C.
Note:

Tre punti a vittoria, uno a pareggio, zero a sconfitta.

#### Tabellone
|           | Arz   | Car   | Gav   | Liv   | Luc   | Olb   | Pis   | Pst   | Pon   | Pra   |
| --------- | ----- | ----- | ----- | ----- | ----- | ----- | ----- | ----- | ----- | ----- |
| Arzachena | ----- | 0-4   | 0-5   | 0-3   | 0-3   | 0-1   | 0-7   | 0-5   | 0-2   | 0-3   |
| Carrarese | 7-2   | ----- | 1-0   | 3-8   | 1-1   | 3-1   | 0-0   | 2-0   | 2-0   | 0-3   |
| Gavorrano | 3-0   | 2-1   | ----- | 1-2   | 0-1   | 0-2   | 1-2   | 2-1   | 1-3   | 1-4   |
| Livorno   | 11-0  | 1-0   | 4-2   | ----- | 3-0   | 1-0   | 0-0   | 7-2   | 2-0   | 0-2   |
| Lucchese  | 2-0   | 0-1   | 1-1   | 0-1   | ----- | 2-1   | 0-0   | 4-1   | 0-3   | 2-1   |
| Olbia     | 1-0   | 3-1   | 3-0   | 0-2   | 0-1   | ----- | 0-1   | 0-1   | 3-1   | 1-2   |
| Pisa      | 9-0   | 4-0   | 5-1   | 1-1   | 1-0   | 1-0   | ----- | 3-0   | 5-0   | 0-1   |
| Pistoiese | 6-2   | 1-1   | 0-2   | 1-2   | 0-1   | 1-2   | 1-3   | ----- | 1-3   | 0-2   |
| Pontedera | 2-0   | 2-1   | 4-2   | 2-3   | 2-2   | 2-0   | 3-2   | 2-3   | ----- | 1-1   |
| Prato     | 2-0   | 0-3   | 3-1   | 3-5   | 3-1   | 2-0   | 1-1   | 2-2   | 1-1   | ----- |

### Girone D

#### Classifica
| Pos. | Squadra             | Pt | G  | V  | N | P  | GF | GS | DR  |
| ---- | ------------------- | -- | -- | -- | - | -- | -- | -- | --- |
| 1.   | Reggiana            | 46 | 20 | 14 | 4 | 2  | 53 | 17 | +36 |
| 2.   | Santarcangelo       | 40 | 20 | 12 | 4 | 4  | 36 | 12 | +24 |
| 3.   | Fermana             | 30 | 20 | 8  | 6 | 6  | 28 | 22 | +6  |
| 4.   | Siena               | 30 | 20 | 8  | 6 | 6  | 24 | 26 | -2  |
| 5.   | Gubbio              | 26 | 20 | 6  | 8 | 6  | 18 | 22 | -4  |
| 6.   | Teramo              | 25 | 20 | 7  | 4 | 9  | 27 | 29 | -2  |
| 7.   | Arezzo              | 22 | 20 | 5  | 7 | 8  | 30 | 32 | -2  |
| 8.   | Fano                | 21 | 20 | 6  | 3 | 11 | 21 | 32 | -11 |
| 9.   | Viterbese Castrense | 21 | 20 | 5  | 6 | 9  | 16 | 36 | -20 |
| 10.  | Ravenna             | 21 | 20 | 5  | 6 | 9  | 20 | 36 | -16 |
| 11.  | Sambenedettese      | 17 | 20 | 3  | 8 | 9  | 17 | 26 | -9  |
|      | Modena              | –  | –  | –  | – | –  | –  | –  | –   |

Legenda:

      Ammesse alla fase finale Serie C.
Note:

Tre punti a vittoria, uno a pareggio, zero a sconfitta.
Modena: Escluso dal campionato il 15 dicembre 2017.

#### Tabellone
|                  | Are   | Fan   | Fer   | Gub   | Rav   | Reg   | RSi   | Sam   | San   | Ter   | Vit   |
| ---------------- | ----- | ----- | ----- | ----- | ----- | ----- | ----- | ----- | ----- | ----- | ----- |
| Arezzo           | ----- | 3-3   | 3-4   | 1-1   | 3-2   | 2-3   | 1-1   | 1-1   | 0-1   | 1-0   | 2-3   |
| Fano             | 1-0   | ----- | 3-2   | 1-0   | 2-1   | 0-1   | 0-3   | 0-1   | 1-2   | 0-2   | 2-1   |
| Fermana          | 0-0   | 3-0   | ----- | 1-1   | 2-0   | 1-3   | 4-1   | 2-1   | 1-1   | 1-0   | 3-0   |
| Gubbio           | 1-2   | 1-0   | 0-0   | ----- | 0-0   | 0-3   | 2-0   | 1-0   | 1-0   | 0-0   | 2-2   |
| Ravenna          | 3-1   | 1-1   | 2-1   | 1-1   | ----- | 0-9   | 4-1   | 3-1   | 1-0   | 0-1   | 0-0   |
| Reggiana         | 0-3   | 0-1   | 3-1   | 1-1   | 3-0   | ----- | 3-1   | 1-1   | 0-0   | 2-1   | 8-1   |
| Robur Siena      | 0-0   | 2-1   | 3-1   | 1-2   | 2-0   | 1-1   | ----- | 1-0   | 1-1   | 0-3   | 1-0   |
| Sambenedettese   | 1-1   | 3-1   | 0-1   | 1-2   | 1-1   | 1-2   | 1-1   | ----- | 1-2   | 1-1   | 0-0   |
| Santarcangelo    | 3-2   | 2-1   | 0-0   | 3-0   | 5-0   | 0-1   | 0-1   | 4-0   | ----- | 2-0   | 4-1   |
| Teramo           | 3-4   | 2-2   | 1-0   | 3-1   | 2-1   | 2-4   | 2-2   | 1-2   | 0-3   | ----- | 2-1   |
| Viterbese Castr. | 1-0   | 2-1   | 0-0   | 2-1   | 0-0   | 0-5   | 0-1   | 0-0   | 0-3   | 2-1   | ----- |

### Girone E

#### Classifica
| Pos. | Squadra            | Pt | G  | V  | N | P  | GF | GS | DR  |
| ---- | ------------------ | -- | -- | -- | - | -- | -- | -- | --- |
| 1.   | Paganese           | 45 | 18 | 15 | 0 | 3  | 43 | 8  | +35 |
| 2.   | Lecce              | 40 | 18 | 12 | 4 | 2  | 49 | 17 | +32 |
| 3.   | Monopoli           | 35 | 18 | 10 | 5 | 3  | 30 | 20 | +10 |
| 4.   | Racing Fondi       | 24 | 18 | 7  | 3 | 8  | 27 | 28 | -1  |
| 5.   | Juve Stabia        | 21 | 18 | 5  | 6 | 7  | 15 | 16 | -1  |
| 6.   | Virtus Francavilla | 20 | 18 | 4  | 8 | 6  | 22 | 25 | -3  |
| 7.   | Bisceglie          | 20 | 18 | 6  | 2 | 10 | 22 | 34 | -12 |
| 8.   | Fidelis Andria     | 19 | 18 | 5  | 4 | 9  | 24 | 37 | -13 |
| 9.   | Casertana          | 14 | 18 | 3  | 5 | 10 | 14 | 35 | -21 |
| 10.  | Matera             | 11 | 18 | 2  | 5 | 11 | 9  | 35 | -26 |

Legenda:

      Ammesse alla fase finale Serie C.
Note:

Tre punti a vittoria, uno a pareggio, zero a sconfitta.

#### Tabellone
|                    | Bis   | Cas   | FAn   | JSt   | Lec   | Mat   | Mon   | Pag   | RFo   | VFr   |
| ------------------ | ----- | ----- | ----- | ----- | ----- | ----- | ----- | ----- | ----- | ----- |
| Bisceglie          | ----- | 4-1   | 3-2   | 1-0   | 0-7   | 2-0   | 1-3   | 1-2   | 2-1   | 1-2   |
| Casertana          | 0-0   | ----- | 2-3   | 2-1   | 1-2   | 0-0   | 1-0   | 0-2   | 2-0   | 1-3   |
| Fidelis Andria     | 1-1   | 1-1   | ----- | 3-1   | 1-6   | 2-0   | 1-2   | 0-1   | 0-1   | 1-1   |
| Juve Stabia        | 2-0   | 0-0   | 1-3   | ----- | 0-0   | 0-0   | 1-2   | 1-0   | 3-0   | 0-1   |
| Lecce              | 2-1   | 1-0   | 3-0   | 0-1   | ----- | 3-2   | 3-3   | 0-2   | 5-0   | 3-0   |
| Matera             | 0-3   | 3-0   | 0-3   | 1-1   | 1-5   | ----- | 0-1   | 0-3   | 0-3   | 0-0   |
| Monopoli           | 2-0   | 2-0   | 2-0   | 2-2   | 1-1   | 1-1   | ----- | 1-4   | 3-0   | 2-1   |
| Paganese           | 4-0   | 4-1   | 6-0   | 1-0   | 1-2   | 5-0   | 2-0   | ----- | 3-0   | 1-0   |
| Racing Fondi       | 3-1   | 8-1   | 4-1   | 0-1   | 0-3   | 3-0   | 0-0   | 1-0   | ----- | 1-1   |
| Virtus Francavilla | 2-1   | 1-1   | 2-2   | 0-0   | 3-3   | 0-1   | 2-3   | 1-2   | 2-2   | ----- |

### Girone F

#### Classifica
| Pos. | Squadra        | Pt | G  | V  | N  | P  | GF | GS | DR  |
| ---- | -------------- | -- | -- | -- | -- | -- | -- | -- | --- |
| 1.   | Catania        | 39 | 16 | 12 | 3  | 1  | 30 | 8  | +22 |
| 2.   | Trapani        | 34 | 16 | 10 | 4  | 2  | 29 | 16 | +13 |
| 3.   | Sicula Leonzio | 23 | 16 | 6  | 5  | 5  | 20 | 17 | +3  |
| 4.   | Cosenza        | 19 | 16 | 3  | 10 | 3  | 21 | 18 | +3  |
| 5.   | Rende          | 18 | 16 | 4  | 6  | 6  | 22 | 26 | -4  |
| 6.   | Catanzaro      | 17 | 16 | 4  | 5  | 7  | 15 | 20 | -5  |
| 7.   | Akragas        | 17 | 16 | 3  | 8  | 5  | 15 | 18 | -3  |
| 8.   | Reggina        | 16 | 16 | 4  | 4  | 8  | 18 | 25 | -7  |
| 9.   | Siracusa       | 8  | 16 | 1  | 5  | 10 | 8  | 30 | -22 |

Legenda:

      Ammesse alla fase finale Serie C.
Note:

Tre punti a vittoria, uno a pareggio, zero a sconfitta.

#### Tabellone
|                | Akr   | Cat   | Ctz   | Cos   | Reg   | Ren   | SLe   | Sir   | Tra   |
| -------------- | ----- | ----- | ----- | ----- | ----- | ----- | ----- | ----- | ----- |
| Akragas        | ----- | 0-0   | 1-1   | 1-1   | 2-0   | 2-2   | 0-0   | 2-0   | 1-2   |
| Catania        | 3-3   | ----- | 1-0   | 2-0   | 1-0   | 4-0   | 2-1   | 3-0   | 4-2   |
| Catanzaro      | 1-0   | 0-2   | ----- | 2-2   | 3-1   | 0-1   | 0-3   | 2-0   | 0-0   |
| Cosenza        | 0-0   | 0-2   | 3-1   | ----- | 0-0   | 5-2   | 2-2   | 2-2   | 0-0   |
| Reggina        | 2-3   | 0-3   | 2-1   | 2-2   | ----- | 2-1   | 0-3   | 0-0   | 0-1   |
| Rende          | 2-0   | 0-0   | 0-1   | 1-1   | 1-1   | ----- | 0-2   | 1-1   | 2-2   |
| Sicula Leonzio | 0-0   | 0-2   | 1-1   | 1-0   | 3-0   | 1-2   | ----- | 2-1   | 1-5   |
| Siracusa       | 1-0   | 0-1   | 1-1   | 0-3   | 1-4   | 0-5   | 0-0   | ----- | 0-1   |
| Trapani        | 3-0   | 2-0   | 2-1   | 0-0   | 0-4   | 4-2   | 2-0   | 3-1   | ----- |

## Fase finale Serie A

### Regolamento
Alla Fase Finale sono ammesse le quattro società che hanno partecipato alla Fase Eliminatoria (due società del Girone A e due del Girone B).
Le quattro squadre qualificate per le Semifinali si incontrano tra loro in gare di andata e ritorno, ad eliminazione diretta. I relativi accoppiamenti delle gare sono stabiliti tra squadre di girone diverso e di graduatoria diversa. La gara di andata viene effettuata in casa della squadra in peggiore posizione di graduatoria, tra le società ammesse alla Fase Finale, al termine dei gironi eliminatori.

### Semifinale
| Squadra 1                      | Totale | Squadra 2 | Andata | Ritorno |
| ------------------------------ | ------ | --------- | ------ | ------- |
| 26 maggio 2018 / 2 giugno 2018 |        |           |        |         |
| Atalanta                       | 3 - 5  | Sassuolo  | 2 - 4  | 1 - 1   |
| 27 maggio 2018 / 2 giugno 2018 |        |           |        |         |
| Torino                         | 7 - 2  | Inter     | 4 - 0  | 3 - 2   |

### Finale
| Squadra 1      | Risultato | Squadra 2 |
| -------------- | --------- | --------- |
| 14 giugno 2018 |           |           |
| Torino         | 2 - 6     | Sassuolo  |

## Fase finale Serie C

### Regolamento
Le trenta società ammesse alla Fase Finale sono suddivise in sei gironi formati da cinque squadre ciascuno, con cinque giornate di calendario e con gare di sola andata (ogni squadra disputa due gare casalinghe e due esterne). Le società classificate al primo posto più le due migliori seconde dei suddetti gironi sono ammesse ai Quarti di Finale. Dai Quarti di Finale in poi si applicherà la formula dell'eliminazione diretta con gare di andata e ritorno. Le quattro squadre ammesse verranno concentrate in una sede da determinare dove si disputeranno le Semifinali e la Finale.

### Gironi di qualificazione
Le gare sono state disputate nei giorni 21 e 28 aprile 2018 e 5, 12 e 19 maggio 2018.

#### Girone A
| Squadra        | P.ti | G | V | N | P | GF | GS | DR |
| -------------- | ---- | - | - | - | - | -- | -- | -- |
| 1. Renate      | 8    | 4 | 2 | 2 | 0 | 5  | 3  | +2 |
| 2. AlbinoLeffe | 7    | 4 | 2 | 1 | 1 | 7  | 5  | +2 |
| 3. Padova      | 7    | 4 | 2 | 1 | 1 | 6  | 5  | +1 |
| 4. Südtirol    | 4    | 4 | 1 | 1 | 2 | 4  | 6  | -2 |
| 5. Vicenza     | 1    | 4 | 0 | 1 | 3 | 3  | 6  | -3 |

|             | Alb   | Pad   | Ren   | Süd   | Vic   |
| AlbinoLeffe |       | 4 - 2 | 0 - 1 |       |       |
| Padova      |       |       | 1 - 1 | 2 - 0 |       |
| Renate      |       |       |       | 1 - 0 | 2 - 2 |
| Südtirol    | 2 - 2 |       |       |       | 2 - 1 |
| Vicenza     | 0 - 1 | 0 - 1 |       |       |       |

#### Girone B
| Squadra           | P.ti | G | V | N | P | GF | GS | DR |
| ----------------- | ---- | - | - | - | - | -- | -- | -- |
| 1. Feralpisalò    | 10   | 4 | 3 | 1 | 0 | 10 | 3  | +7 |
| 2. Monza          | 8    | 4 | 2 | 2 | 0 | 7  | 4  | +3 |
| 3. Pro Piacenza   | 4    | 4 | 1 | 1 | 2 | 3  | 10 | -7 |
| 4. Bassano Virtus | 3    | 4 | 1 | 0 | 3 | 6  | 7  | -1 |
| 5. Piacenza       | 3    | 4 | 1 | 0 | 3 | 5  | 7  | -2 |

|              | Bas   | Fer   | Mon   | Pia   | PrP   |
| Bassano V.   |       |       |       | 1 - 2 | 4 - 1 |
| Feralpisalò  | 1 - 0 |       | 2 - 2 |       |       |
| Monza        | 3 - 1 |       |       |       | 0 - 0 |
| Piacenza     |       | 1 - 2 | 1 - 2 |       |       |
| Pro Piacenza |       | 0 - 5 |       | 2 - 1 |       |

#### Girone C
| Squadra    | P.ti | G | V | N | P | GF | GS | DR |
| ---------- | ---- | - | - | - | - | -- | -- | -- |
| 1. Livorno | 10   | 4 | 3 | 1 | 0 | 9  | 3  | +6 |
| 2. Gubbio  | 8    | 4 | 2 | 2 | 0 | 9  | 4  | +5 |
| 3. Pisa    | 7    | 4 | 2 | 1 | 1 | 8  | 6  | +2 |
| 4. Fermana | 3    | 4 | 1 | 0 | 3 | 4  | 9  | -5 |
| 5. Siena   | 0    | 4 | 0 | 0 | 4 | 1  | 9  | -8 |

|             | Fer   | Gub   | Liv   | Pis   | RSi   |
| Fermana     |       |       |       | 0 - 2 | 2 - 0 |
| Gubbio      | 5 - 2 |       | 1 - 1 |       |       |
| Livorno     | 2 - 0 |       |       |       | 2 - 0 |
| Pisa        |       | 1 - 1 | 2 - 4 |       |       |
| Robur Siena |       | 0 - 2 |       | 1 - 3 |       |

#### Girone D
| Squadra          | P.ti | G | V | N | P | GF | GS | DR  |
| ---------------- | ---- | - | - | - | - | -- | -- | --- |
| 1. Reggiana      | 12   | 4 | 4 | 0 | 0 | 12 | 1  | +11 |
| 2. Santarcangelo | 9    | 4 | 3 | 0 | 1 | 6  | 4  | +2  |
| 3. Prato         | 6    | 4 | 2 | 0 | 2 | 11 | 6  | +5  |
| 4. Lucchese      | 3    | 4 | 1 | 0 | 3 | 2  | 8  | -6  |
| 5. Pontedera     | 0    | 4 | 0 | 0 | 4 | 1  | 13 | -12 |

|               | Luc   | Pon   | Pra   | Reg   | San   |
| Lucchese      |       | 1 - 0 |       |       | 0 - 2 |
| Pontedera     |       |       | 1 - 4 | 0 - 6 |       |
| Prato         | 5 - 1 |       |       |       | 1 - 2 |
| Reggiana      | 1 - 0 |       | 2 - 1 |       |       |
| Santarcangelo |       | 2 - 0 |       | 0 - 3 |       |

#### Girone E
| Squadra           | P.ti | G | V | N | P | GF | GS | DR |
| ----------------- | ---- | - | - | - | - | -- | -- | -- |
| 1. Lecce          | 12   | 4 | 4 | 0 | 0 | 9  | 1  | +8 |
| 2. Paganese       | 5    | 4 | 1 | 2 | 1 | 7  | 7  | 0  |
| 3. Rende          | 5    | 4 | 1 | 2 | 1 | 7  | 7  | 0  |
| 4. Cosenza        | 2    | 4 | 0 | 2 | 2 | 3  | 7  | -4 |
| 5. Sicula Leonzio | 2    | 4 | 0 | 2 | 2 | 3  | 7  | -4 |

|            | Cos   | Lec   | Pag   | Ren   | SLe   |
| Cosenza    |       |       | 2 - 2 | 0 - 3 |       |
| Lecce      | 1 - 0 |       |       |       | 3 - 1 |
| Paganese   |       | 0 - 2 |       |       | 2 - 0 |
| Rende      |       | 0 - 3 | 3 - 3 |       |       |
| S. Leonzio | 1 - 1 |       |       | 1 - 1 |       |

#### Girone F
| Squadra         | P.ti | G | V | N | P | GF | GS | DR |
| --------------- | ---- | - | - | - | - | -- | -- | -- |
| 1. Catania      | 8    | 4 | 2 | 2 | 0 | 4  | 2  | +2 |
| 2. Racing Fondi | 8    | 4 | 2 | 2 | 0 | 4  | 2  | +2 |
| 3. Monopoli     | 5    | 4 | 1 | 2 | 1 | 6  | 3  | +3 |
| 4. Juve Stabia  | 5    | 4 | 1 | 2 | 1 | 4  | 4  | 0  |
| 5. Trapani      | 0    | 4 | 0 | 0 | 4 | 1  | 8  | -7 |

|              | Cat   | JSt   | Mon   | RFo   | Tra   |
| Catania      |       |       | 1 - 0 |       | 1 - 0 |
| Juve Stabia  | 1 - 1 |       |       | 1 - 2 |       |
| Monopoli     |       | 1 - 1 |       | 0 - 0 |       |
| Racing Fondi | 1 - 1 |       |       |       | 1 - 0 |
| Trapani      |       | 0 - 1 | 1 - 5 |       |       |

### Fase a eliminazione diretta

#### Quarti di finale
| Squadra 1                     | Totale | Squadra 2     | Andata | Ritorno |
| ----------------------------- | ------ | ------------- | ------ | ------- |
| 2 giugno 2018 / 5 giugno 2018 |        |               |        |         |
| Reggiana                      | 1 - 2  | Renate        | 0 - 0  | 1 - 2   |
| Feralpisalò                   | 6 - 2  | Santarcangelo | 3 - 1  | 3 - 1   |
| Livorno                       | 3 - 1  | Catania       | 1 - 0  | 2 - 1   |
| Racing Fondi                  | 5 - 4  | Lecce         | 4 - 0  | 1 - 4   |

#### Semifinali
| Squadra 1                      | Totale | Squadra 2    | Andata | Ritorno |
| ------------------------------ | ------ | ------------ | ------ | ------- |
| 8 giugno 2018 / 11 giugno 2018 |        |              |        |         |
| Renate                         | 2 - 3  | Feralpisalò  | 1 - 1  | 1 - 2   |
| Livorno                        | 3 - 2  | Racing Fondi | 2 - 0  | 1 - 2   |

#### Finale
| Squadra 1      | Risultato | Squadra 2 |
| -------------- | --------- | --------- |
| 14 giugno 2018 |           |           |
| Feralpisalò    | 4 - 2     | Livorno   |